# Владимир Топоров
Владимир Николаевич Топоров (на руски: Влади́мир Никола́евич Топоро́в) е водещ руски филолог от Московско-Тартуската семиотична школа. Негова съпруга е била лингвистът и индолог Татяна Елизаренкова.
Топоров е автор на повече от 1500 изследователски текста, включително Ахматова и Данте (1972), Към реконструкция на индо-европейския ритуал (1982), Еней: човек на провидението и съдбата (1993), Мит. Ритуал. Символ. Образ (1995), Святост и светци в руската духовна култура (1998) и др. Той превежда Дхамапада на руски и под негово ръководство е изготвен най-пълният речник на пруския език (5 тома).

## Биография
Роден е на 5 юли 1928 г. в Москва. Завършва Филологическия факултет на Московския държавен университет (1951) и защитава аспирантура (1954). Младши и старши научен сътрудник (1954 – 1961), завеждащ сектора по структурна типология, главен научен сътрудник в Института по славянознание и балканистика на АН СССР (1961 – 1991). Доктор на филологическите науки (1988), главен научен сътрудник на Института за висши хуманитарни изследвания към Руския държавен хуманитарен университет, действителен член на Руската академия на науките (1991; академик на АН СССР от 15 декември 1990 г.), действителен член на Руската академия на естествените науки (1993).
Член е на редколегиите на научните списания „Балто-славянские исследования“ (1980 – 2005), „Вопросы языкознания“, „Этимология“ (1963 – 2005), „Linguistica Baltica“, „International Journal of Poetics“ (1992 – 2005), „Kodikas“ (1992 – 2005), „Proverbium“ (1992 – 2005), „Russian Literature“ (1997 – 2005) и др. Член на международния редакционен съвет на списание „Arbor Mundi“ („Световното дърво“).
Член на Academia Europaea, на Международното семиотическо общество, на Международното общество за произхода на езика, на Международното философско общество „Чарлс С. Пърс“. Почетен член на Академията на науките на Латвия. Почетен доктор на Вилнюския университет. Член на Семиотическото общество на САЩ.
Умира на 5 декември 2005 г. в Москва.

### Монографии
- Санскрит. Москва: Изд-во вост. лит-ры. 1960, 134 с. (Серия „Языки зарубежного Востока и Африки“) Соавт. Вячеслав Всеволодович Иванов.
- Локатив в славянских языках. Москва: Изд-во АН СССР, 1961, 379 с.
- Лингвистический анализ гидронимов Верхнего Поднепровья. Москва: Изд-во АН СССР, 1962, 270 с. Соавт. Олег Трубачев.
- Язык пали. Москва: Наука, 1965, 248 с. (Серия „Языки народов Азии и Африки“). 2-е изд., доп. М.: Вост. лит., 2003. Соавт. Татьяна Елизаренкова
- Славянские языковые моделирующие семиотические системы: Древний период. Москва: Наука, 1965, 246 с. Соавт. Вячеслав Всеволодович Иванов
- Исследования в области славянских древностей: Лексические и фразеологические вопросы реконструкции текстов. Москва: Наука, 1974, 342 с. Соавт. Вячеслав Всеволодович Иванов
- Прусский язык (т. 1 – 5, 1975 – 1989, изданието не е завършено)
  - А-Д. 1975, 399 с.
  - E-H. 1979, 352 с.
  - I-K. 1980, 384 с.
  - K-L. 1984, 429 с.
  - L. 1990, 424 с.
- Ахматова и Блок: (К проблеме построения поэтического диалога: „блоковский“ текст Ахматовой). Berkeley, 1981, 203 p.
- Неомифологизм в русской литературе нач.20 в.: Роман А. А. Кондратьева „На берегах Ярыни“. Trento, 1990, 326 p.
- Пушкин и Голдсмит в контексте русской Goldsmithian’ы: (к постановке вопроса). Wien, 1992, 222 p. (Wiener Slawistischer Almanach, Sonderb. 29)
- Труженичество во Христе (творческое собирание души и духовное трезвение). 1. Russian literature. XXXIII: Special issue. Amsterdam, 1993, 160 р.
- Эней – человек судьбы: (к „средиземноморской“ персонологии). М.: Радикс, 1993, ч. 1, 195 с.
- „Бедная Лиза“ Карамзина: Опыт прочтения: К двухсотлетию со дня выхода в свет. Москва: РГГУ, 1995, 511 с.
- Святость и святые в русской духовной культуре. Москва: Шк. „Языки рус. культуры“, 1995 – 1998.
  - Т. 1: Первый век христианства на Руси, 875 с.;
  - Т. 2: Три века христианства на Руси (XII–IV вв.): Память о Преподобном Сергии: И. Шмелев – „Богомолье“, 863 с.
- О „блоковском слое“ в романе А.Белого „Серебряный голубь“. Amsterdam, 1996, 230 с.
- Древнеиндийская драма Шудраки „Глиняная повозка“: Приглашение к медленному чтению. Москва: Наука: О. Г. И., 1998, 412 с.
- Предыстория литературы у славян: Опыт реконструкции: Введение к курсу истории славянских литератур. Москва: РГГУ, 1998, 319 с.
- Странный Тургенев: Четыре главы. Москва: 1998, 188 с. (Чтения по истории и теории культуры / РГГУ; Вып. 20.)
- Начало литовской письменности. Мартинас Мажвидас в контексте времени (К 450-летию со дня выхода в свет первой литовской книги). Москва: Baltos lankos / Дом Юргиса Балтрушайтиса, 2001, 117 с.
- Из истории петербургского аполлинизма: его золотые дни и крушение. М.: ОГИ, 2004, 264 с.